# Bloodstream
"Bloodstream" là bài hát của ca sĩ-nhạc sĩ người Anh Ed Sheeran. Bài hát được sáng tác bởi Ed Sheeran, Rudimental và hai thành viên của ban nhạc Snow Patrol là Johnny McDaid và Gary Lightbody. Công việc sản xuất được thực hiện bởi Rick Rubin.
Bài hát được phát hành dưới dạng tải nhạc kĩ thuật số "instant-grat" trên iTunes Store vào ngày 17 tháng 6 năm 2014. Bài hát là đĩa đơn thứ tư trong số bảy đĩa đơn quảng bá của x, album phòng thu thứ hai của Ed Sheeran. Bài hát xuất phát trên bảng xếp hạng UK Singles Chart ở vị trí thứ 81 và leo lên cao nhất ở vị trí thứ 60.
"Bloodstream" được tái phát hành với phiên bản remix của Rudimental và Sheeran vào ngày 29 tháng 3 năm 2015, đóng vai trò là đĩa đơn thứ tư trong album x của Sheeran và đĩa đơn đầu tiên trong album We the Generation của Rudimental. Bản remix đạt vị trí thứ 2 trên UK Singles Chart.

## Bối cảnh
Bài hát nói về việc Ed Sheeran sử dụng MDMA khi đang dự một đám cưới ở Ibiza. Anh nói rằng trải nghiệm đó khiến anh "phải lòng cái túi nệm" và "cảm thấy lo lắng, vừa cảm nhận được yêu thương, vừa cảm thấy ấm áp, lại vừa cảm thấy hơi kì kì". Ed Sheeran đã thể hiện bài hát tại buổi biểu diễn của Rudimental tại Glastonbury Festival 2014 vào ngày 27 tháng 6 năm 2014.

## Xếp hạng
| Bảng xếp hạng (2014)                              | Vị trí cao nhất |
| ------------------------------------------------- | --------------- |
| Bỉ (Ultratop 50 Flanders)                         | 48              |
| Bỉ (Ultratop 50 Wallonia)                         | 47              |
| Canada (Canadian Hot 100)                         | 60              |
| Đan Mạch (Tracklisten)                            | 7               |
| Châu Âu (Euro Digital Songs)                      | 6               |
| Phần Lan (Finland Digital Songs)                  | 7               |
| Pháp (SNEP)                                       | 39              |
| Hungary (Single Top 40)                           | 16              |
| Ireland (IRMA)                                    | 57              |
| Hà Lan (Single Top 100)                           | 44              |
| Tây Ban Nha (PROMUSICAE)                          | 42              |
| Sweden (Sweden Digital Songs)                     | 6               |
| Anh Quốc (OCC)                                    | 60              |
| Hoa Kỳ Bubbling Under Hot 100 Singles (Billboard) | 10              |
| Hoa Kỳ Digital Song Sales (Billboard)             | 42              |

## Phiên bản của Ed Sheeran và Rudimental

### Bối cảnh
Vào ngày 11 tháng 12 năm 2014 tại BBC Music Awards Sheeran thông báo rằng một phiên bản remix của "Bloodstream" sẽ đóng vai trò đĩa đơn thứ tư của album x. Anh cho biết trên MTV News, "Tôi vừa hoàn thành một bài hát cùng Rudimental mà thực ra là một bài hát trong album [...] Nó sẽ rất hay đấy."
Trong bài phỏng vấn với The Sun về bài hát sắp ra mắt, DJ Locksmith của Rudimental nói rằng "[Năm ngoái] chúng tôi đang ở LA và [Sheeran] bất ngờ tìm tới phòng thu của chúng tôi cùng The Game và Ellie Goulding. Chúng tôi hoàn thành 4 track và sang năm nay chúng tôi trở lại với một trong số các track đó để thêm dư vị Rudimental cho nó. Chúng tôi quen Ed nhiều năm rồi. Tôi vẫn nhớ lần đầu thấy anh ấy nhận được sự chú ý của mọi người, anh ấy đưa cho chúng tôi một trong những bài hát để remix và [sau đó] anh bảo đó là một trong những bản remix hay nhất của anh ấy. Trước đấy chúng tôi chưa từng thu âm với anh ấy bao giờ cả, nhưng chúng tôi vẫn giữ liên lạc với nhau và giờ thì anh ấy đã trở thành một trên tuổi đình đám rồi. Bài hát thực sự rất tuyệt, rất điên rồ. Chúng tôi muốn ra mắt nó với mọi người lắm rồi."
Bản audio của bài hát được tải lên vào ngày 11 tháng 2 năm 2015 còn bản kĩ thuật số phát hành vào ngày 29 tháng 3.

### Video âm nhạc
Video âm nhạc có sự góp mặt của nam diễn viên Ray Liotta và được ra mắt vào ngày 23 tháng 3 năm 2015.

### Biểu diễn trực tiếp
Sheeran biểu diễn "Bloodstream" vào ngày 13 tháng 4 năm 2015 trong buổi thông báo kết quả của mùa thứ hai chương trình The X Factor tại New Zealand.

### Danh sách track
| Bản kĩ thuật số – Đĩa đơn | Bản kĩ thuật số – Đĩa đơn | Bản kĩ thuật số – Đĩa đơn |
| STT                       | Nhan đề                   | Thời lượng                |
| ------------------------- | ------------------------- | ------------------------- |
| 1.                        | "Bloodstream"             | 5:08                      |
| 2.                        | "I Will Take You Home"    | 3:57                      |
| Tổng thời lượng:          | Tổng thời lượng:          | 9:05                      |

| Bản kĩ thuật số – Chris Lorenzo remix | Bản kĩ thuật số – Chris Lorenzo remix | Bản kĩ thuật số – Chris Lorenzo remix |
| STT                                   | Nhan đề                               | Thời lượng                            |
| ------------------------------------- | ------------------------------------- | ------------------------------------- |
| 1.                                    | "Bloodstream" (Chris Lorenzo Remix)   | 6:24                                  |

| Bản kĩ thuật số – Arty remix | Bản kĩ thuật số – Arty remix | Bản kĩ thuật số – Arty remix |
| STT                          | Nhan đề                      | Thời lượng                   |
| ---------------------------- | ---------------------------- | ---------------------------- |
| 1.                           | "Bloodstream" (Arty Remix)   | 6:35                         |

| Tải kĩ thuật số – radio edit | Tải kĩ thuật số – radio edit | Tải kĩ thuật số – radio edit |
| STT                          | Nhan đề                      | Thời lượng                   |
| ---------------------------- | ---------------------------- | ---------------------------- |
| 1.                           | "Bloodstream" (Radio Edit)   | 3:39                         |

### Xếp hạng và chứng nhận
| Bảng xếp hạng (2015)            | Vị trí cao nhất |
| ------------------------------- | --------------- |
| Úc (ARIA)                       | 7               |
| Bỉ (Ultratip Flanders)          | 32              |
| Hungary (Single Top 40)         | 38              |
| Ireland (IRMA)                  | 13              |
| Hà Lan (Single Top 100)         | 98              |
| New Zealand (Recorded Music NZ) | 2               |
| Scotland (OCC)                  | 2               |
| Anh Quốc (OCC)                  | 2               |

| Bảng xếp hạng (2015)                 | Vị trí |
| ------------------------------------ | ------ |
| Úc (ARIA)                            | 78     |
| New Zealand (Recorded Music NZ)      | 33     |
| UK Singles (Official Charts Company) | 33     |

| Quốc gia                                                                                             | Chứng nhận  | Số đơn vị/doanh số chứng nhận |
| --- | ----------- | ----------------------------- |
| Úc (ARIA)                                                                                            | 2× Bạch kim | 140.000‡                      |
| Đan Mạch (IFPI Đan Mạch)                                                                             | Vàng        | 30.000^                       |
| New Zealand (RMNZ)                                                                                   | Bạch kim    | 15.000*                       |
| Anh Quốc (BPI)                                                                                       | Bạch kim    | 600.000‡                      |
| * Chứng nhận dựa theo doanh số tiêu thụ. ‡ Chứng nhận dựa theo doanh số tiêu thụ và phát trực tuyến. |             |                               |

### Lịch sử phát hành
| Khu vực     | Ngày                | Định dạng             | Hãng đĩa        |
| ----------- | ------------------- | --------------------- | --------------- |
| Anh Quốc    | 9 tháng 3 năm 2015  | Phát thanh mainstream |                 |
| Ireland     | 27 tháng 3 năm 2015 | Tải nhạc kĩ thuật số  | Asylum Atlantic |
| Anh Quốc    | 29 tháng 3 năm 2015 | Tải nhạc kĩ thuật số  | Asylum Atlantic |
| Úc          | 30 tháng 3 năm 2015 | Tải nhạc kĩ thuật số  | Asylum Atlantic |
| New Zealand | 30 tháng 3 năm 2015 | Tải nhạc kĩ thuật số  | Asylum Atlantic |
| Ý           | 10 tháng 4 năm 2015 | Radio airplay         | Asylum Atlantic |